# 上村建設
上村建設株式会社（うえむらけんせつ）は、福岡県福岡市博多区に本社を置く建設会社。

## 沿革
- 1950年7月 - 福岡市に個人企業として創業。
- 1959年2月18日 - 糟屋郡粕屋町吉田に本社を移転し、有限会社上村建設を設立。
- 1961年3月15日 - 上村建設株式会社に組織変更。
- 1964年 - 上村倉庫株式会社を設立。
- 1966年11月 - 本社を福岡市中央区大名に移転。
- 1983年3月 - 不動産管理課を発足。
- 1987年7月 - 本社を福岡市博多区住吉4丁目に移転。
- 1996年8月 - ハッピーハウス株式会社を設立。
- 2000年4月 - 上村實が会長に、上村秀敏が社長に就任。
- 2007年2月 - ハッピー住宅保証株式会社設立。
- 2019年1月 - ハッピーリースサービス株式会社設立。
- 2019年2月 - 会社設立60周年。
- 2019年8月 - 上村英輔が社長に就任。

## 所在地
- 本社 - 福岡市博多区住吉4丁目3番2号 博多エイトビル7階
- 東支店 - 福岡市東区筥松2丁目27-20
- 早良支店 - 福岡市城南区荒江1-26-4
- 西支店 - 福岡市西区北原1丁目9-20 アンソレイユ1階
- 南支店 - 大野城市瓦田1丁目16-16
- 中央支店 - 福岡市中央区薬院1丁目9-3 ベイシック薬院2階
- 久留米支店 - 久留米市東和町1-9 成富ビル3階
- 北九州支店 - 北九州市八幡西区竹末2丁目3番20号 B REGIS 1階
- 福間支店 - 福津市中央2丁目20-1 グランツ暁102
- 佐賀営業所 - 佐賀県鳥栖市本町2丁目38-1
- リニューアル事業部 - 福岡市南区横手1丁目13-9

## 関連会社
- ハッピーハウス株式会社
- ハッピー住宅保証株式会社
- ハッピーリースサービス株式会社
- 上村倉庫株式会社
- ユーライフホーム株式会社